# Szelvényvágás napja
A szelvényvágás napja (angolul ex-dividend date) egy pénzügyi kifejezés, mely az osztalékfizetés dátumához kapcsolódik. A szelvényvágás napja azon értékpapíroknál jelenik meg, melyek után a részvénytársaság osztalékot fizet részvény-tulajdonosai számára. A szelvényvágás napja előtt a részvények után járó osztalékot az éppen aktuális tulajdonos fogja megkapni. A szelvényvágás napján, vagy az után vásárolt részvények esetében az adott időszakra eső osztalék így még az előző tulajdonost illeti.

## Háttere
Számos részvénytársaság fizet részvényesei részére osztalékot a tárgyévet megelőző évben elért nyeresége után. Mivel ezen vállalkozások részvényeivel folyamatosan zajlik a kereskedés, ezért annak megállapítása, hogy pontosan kinek is kellene osztalékot kifizetni, az meglehetősen bonyolult feladat lenne. Emiatt a vállalkozások kijelöltek egy adott előre meghatározott dátumot, mely a rögzítés napjaként vált ismertté. Az osztalékot a részvénytulajdonosok számára azon részvényeik után fizetik meg, melyek éppen a tulajdonukban voltak a rögzítés, vagy más néven szelvényvágás napján.

## Részletek
A szelvényvágás napját megelőző napon a tőzsdei kereskedés zárása után és mielőtt még a piac kinyitna ismét a szelvényvágás napján, minden nyitott határidős, vagy visszavonásig érvényes tőzsdei megbízás értéke automatikusan lecsökken az osztalék összegével. Ez azért történik így, mert a vállalat részvényeinek árfolyama az osztalék egy részvényre számított értékével csökken, mivel az osztalékfizetés közvetlenül a vállalati tartalékokból valósul meg. A szelvényvágás napján a kereskedés elindulásakor a részvénnyel emiatt alacsonyabb áron lehet kereskedni, mely érték az osztalék egy részvényre jutó értékével van összefüggésben.

## Fordítás
Ez a szócikk részben vagy egészben  az   Ex-dividend date című angol Wikipédia-szócikk ezen változatának fordításán alapul.  Az eredeti cikk szerkesztőit annak laptörténete sorolja fel. Ez a jelzés csupán a megfogalmazás eredetét és a szerzői jogokat jelzi, nem szolgál a cikkben szereplő információk forrásmegjelöléseként.